# Pselaphodes songxiaobini
Pselaphodes songxiaobini – gatunek chrząszcza z rodziny kusakowatych i podrodziny marników. Występuje endemicznie w Chinach.
Gatunek ten opisali po raz pierwszy w 2018 roku Hunag Mengchi, Yin Ziwei i Li Lizhen na łamach Acta Entomologica Musei Nationalis Pragae. Jako miejsce typowe wskazano powiat Bomi w Tybecie. Holotyp zdeponowano w Zbiorze Owadów Shanghai Shifan Daxue. Epitet gatunkowy nadano na cześć Song Xiaobina, który odłowił materiał typowy.
Chrząszcz ten osiąga od 2,92 do 3,13 mm długości i od 0,82 do 1,23 mm szerokości ciała. Ubarwienie ma rudobrązowe. Głowa jest dłuższa niż szeroka. Oczy złożone buduje u samca około 40, a u samicy około 32 omatidiów. Czułki buduje jedenaście członów, z których trzy ostatnie są powiększone, a u samca człony dziewiąty i dziesiąty mają ponadto modyfikacje w postaci wyrostków. Przedplecze jest szersze niż długie, kanciasto rozszerzone na krawędziach przednio-bocznych. Pokrywy są szersze niż dłuższe. Zapiersie (metawentryt) u samców ma długie, wąskie i na wierzchołku rozszerzone wyrostki. Odnóża przedniej pary mają pozbawione modyfikacji krętarze i uda oraz po wyraźnym wyrostku na szczycie goleni. Środkowa para odnóży również ma niezmodyfikowane krętarze i uda, natomiast krętarze pary tylnej mają po długim, zakrzywionym wyrostku na spodzie. Odwłok jest u nasady szeroki i z tyłu zwężony. Genitalia samca mają środkowy płat edeagusa silnie asymetryczny, paramery wydłużone i smukłe, a endofallus zawierający dwa podłużne skleryty.
Owad ten jest endemitem Chin, znanym tylko z miejsca typowego w Tybecie. Spotykany był na wysokości 2735 m n.p.m.